# Polypedilum cyclus
Polypedilum cyclus är en tvåvingeart som beskrevs av Zhang och Wang 2005. Polypedilum cyclus ingår i släktet Polypedilum och familjen fjädermyggor.
Artens utbredningsområde är Sichuan (Kina). Inga underarter finns listade i Catalogue of Life.